# Laurent Porchier
Laurent Porchier (Bourg-de-Péage, 27 de junio de 1968) es un deportista francés que compitió en remo.
Participó en los Juegos Olímpicos de Sídney 2000, obteniendo una medalla de oro en la prueba de cuatro sin timonel ligero. Ganó siete medallas en el Campeonato Mundial de Remo entre los años 1990 y 2001.

## Palmarés internacional
| Juegos Olímpicos   | Juegos Olímpicos        | Juegos Olímpicos  | Juegos Olímpicos          |
| Año                | Lugar                   | Medalla           | Prueba                    |
| ------------------ | ----------------------- | ----------------- | ------------------------- |
| 2000               | Sídney (Australia)      | Medalla de oro    | Cuatro sin timonel ligero |
| Campeonato Mundial |                         |                   |                           |
| Año                | Lugar                   | Medalla           | Prueba                    |
| 1990               | Tasmania (Australia)    | Medalla de plata  | Cuatro scull ligero       |
| 1991               | Viena (Austria)         | Medalla de bronce | Cuatro scull ligero       |
| 1997               | Aiguebelette (Francia)  | Medalla de plata  | Cuatro sin timonel ligero |
| 1998               | Colonia (Alemania)      | Medalla de plata  | Cuatro sin timonel ligero |
| 1999               | St. Catharines (Canadá) | Medalla de bronce | Cuatro sin timonel ligero |
| 2001               | Lucerna (Suiza)         | Medalla de oro    | Ocho con timonel ligero   |
| 2001               | Lucerna (Suiza)         | Medalla de bronce | Cuatro sin timonel ligero |